# Tappeto di fragole
Tappeto di fragole è un singolo dei Modà, scritto da Francesco Silvestre, il settimo estratto dal loro quarto album Viva i romantici. È stato pubblicato dalla Ultrasuoni Srl il 18 novembre 2011.

## Il video
Il video musicale, registrato in varie località venete sotto la direzione di Gaetano Morbioli e la produzione della Run Multimedia, è stato pubblicato il 28 novembre 2011.
La ragazza protagonista del video è Marsica Fossati, una fan del gruppo.

## Tracce
Testi e musiche di Kekko Silvestre.
1. Tappeto di fragole – 3:12

## Classifiche
| Classifica (2011) | Posizione massima |
| ----------------- | ----------------- |
| Italia            | 7                 |